# Torbiere di Monte Sous
Torbiere di Monte Sous este o arie protejată (arie specială de conservare — SAC, sit de importanță comunitară — SCI) din Italia întinsă pe o suprafață de 99 ha, integral pe uscat.

## Localizare
Centrul sitului Torbiere di Monte Sous este situat la coordonatele 46°29′44″N 11°03′29″E / 46.495563°N 11.058072°E.

## Înființare
Situl Torbiere di Monte Sous a fost declarat sit de importanță comunitară în iunie 1995 pentru a proteja 7 specii de animale. Situl a fost protejat și ca arie specială de conservare în martie 2014.

## Biodiversitate
Situată în ecoregiunea alpină, aria protejată conține 9 habitate naturale: Mlaștini împădurite, Formațiuni ierboase bogate în specii de Nardus, dezvoltate pe substraturi silicioase în zone montane (și în zone submontane, în Europa continentală), Turbării active, Mlaștini alcaline, Pajiști alpine și boreale, Pante stâncoase silicioase cu vegetație casmofită, Pajiști cu Molinia pe soluri calcaroase, turboase sau argilos-nămoloase (Molinion caeruleae), Păduri acidofile de Picea de la nivel montan la nivel alpin (Vaccinio-Piceetea), Mlaștini turboase de tranziție și turbării mișcătoare.
La baza desemnării sitului se află mai multe specii protejate:
- păsări (6): minunița (Aegolius funereus), acvilă de munte (Aquila chrysaetos), ciocănitoare neagră (Dryocopus martius), ciuvică (Glaucidium passerinum), Lyrurus tetrix tetrix,  cocoș de munte (Tetrao urogallus)
- mamifere (1): lupul (Canis lupus)

Pe lângă speciile protejate, pe teritoriul sitului au mai fost identificate 17 specii de plante, 2 specii de amfibieni, 5 specii de mamifere, 2 specii de reptile.